# Български книжици (журнал)
«Български книжици» (болг. Български книжици) — болгарський журнал. Видавався з 1858 по 1862 в Царіграді (Стамбул).

## Історія
У журналі обговорюються державні справи, політика, література, історія, наука, був одним з найпопулярніших публікацій свого часу разом з журналами «Любословие» і «Читалище» та газетами «Македония», «Гайда» і «Цариградски вестник».
Спочатку журнал публікував авторські, історичні, філологічні статті, переклади, а пізніше — стає виданням політичного та суспільного значенням. Показував певні моменти болгарської історії, церковне питання, болгарське суспільство середини XIX століття, проблеми мовознавства та слов'янознавства.
Першим редактором був Димитар Мутєв, а потім Іван Богоров, Гавраіл Кристевич, Тодор Бурмов, Сава Філаретов. У 1860 журнал опублікував перший оригінальний болгарський роман «Нещастна фамилия» Василя Драмева.